# Buchenbach (Starzel)
Der Buchenbach ist ein etwa 3 km langer, nordöstlicher und rechter Zufluss der Starzel im baden-württembergischen Zollernalbkreis.

## Geographie

### Verlauf
Der Buchenbach entspringt auf dem Seeheimer Berg westlich von Ringingen auf einer Höhe von ca. 803 m ü. NHN. Von dort fließt er zunächst in südliche Richtung durch den Wald zur Seeheimer Mühle. Südlich davon wendet er sich am Zulauf eines Talzweigs aus dem Nordosten, der anscheinend wasserlos ist, nach Südwesten und läuft durch das Seetal oder Seeheimer Tal in Richtung Killer. Er passiert den Ort im Norden, unterquert die Bundesstraße 32 und mündet gleich auf der anderen Straßenseite auf einer Höhe von 617 m ü. NHN flussabwärts von Killer von rechts in die Starzel.
Der ca. 3 km lange Lauf des Buchenbachs endet 186 Höhenmeter unterhalb seiner dauerhaften Quelle, er hat somit ein mittleres Sohlgefälle von etwa 61 ‰. Seinen Weg im Seetal/Seeheimer Tal säumen weniger als ein halbes Dutzend Kleinteiche, deren jeder unter 0,1 ha Fläche hat.

### Einzugsgebiet
Das Einzugsgebiet ist rund 3,9 km² groß und gehört naturräumlich gesehen zur Mittleren Kuppenalb. Sein höchster Punkt liegt im Osten auf dem Helschloh auf 890,3 m ü. NHN.
Es grenzt im Norden und Westen an das Einzugsgebiete von Woog und Fehla, die über die Lauchert in die Donau münden; dieser Abschnitt der Einzugsgebietsgrenze ist also Teil der Europäischen Hauptwasserscheide zwischen Rhein und Nordsee diesseits und Donau und Schwarzem Meer jenseits. Die anderen Konkurrenten sind kleinere rechte Zuflüsse der Starzel.
Es stehen die Gesteinsschichten des Oberen und Mittleren Juras an. Die jüngsten Schichten im Einzugsgebiet sind die Unteren Massenkalke auf dem Helschloh im Südwesten des Einzugsgebiets. Die Mündung befindet sich bereits in der Wendelsandstein-Formation des Mittleren Juras.

## Naturschutz und Schutzgebiete
Der Buchenbach fließt auf nahezu der gesamten Länge durch das Landschaftsschutzgebiet Oberes Starzeltal und Zollerberg, das FFH-Gebiet Reichenbach und Killertal zwischen Hechingen und Burladingen und das Vogelschutzgebiet Südwestalb und Oberes Donautal.

### LUBW
Amtliche Online-Gewässerkarte mit passendem Ausschnitt und den hier benutzten Layern: Lauf und Einzugsgebiet des Buchenbachs

Allgemeiner Einstieg ohne Voreinstellungen und Layer: Daten- und Kartendienst der Landesanstalt für Umwelt Baden-Württemberg (LUBW) (Hinweise)
1. ↑  Höhe nach dem Höhenlinienbild auf dem Hintergrundlayer Topographische Karte.
2. ↑  Höhe nach grauer Beschriftung auf dem Hintergrundlayer Topographische Karte.
3. ↑  Länge nach dem Layer Gewässernetz (AWGN), ergänzt um ein kleines, auf der Gewässerkarte nicht berücksichtigtes Anfangsstück, das auf dem Hintergrundlayer Topographische Karte abgemessen wurde.
4. ↑  Einzugsgebiet nach dem Layer Basiseinzugsgebiet (AWGN).
5. ↑  Seefläche nach dem Layer Stehende Gewässer.
6. ↑  Höhe nach schwarzer Beschriftung auf dem Hintergrundlayer Topographische Karte.
7. ↑  Schutzgebiete nach den einschlägigen Layern, Natur teilweise nach dem Layer Biotop.

### Andere Belege
1. ↑  Friedrich Huttenlocher: Geographische Landesaufnahme: Die naturräumlichen Einheiten auf Blatt 178 Sigmaringen. Bundesanstalt für Landeskunde, Bad Godesberg 1959. → Online-Karte (PDF; 4,3 MB)
2. ↑  Geologie nach den Layern zu Geologische Karte 1:50.000 auf: Mapserver des Landesamtes für Geologie, Rohstoffe und Bergbau (LGRB) (Hinweise)